# Dreifaltigkeitssäule (Linz)

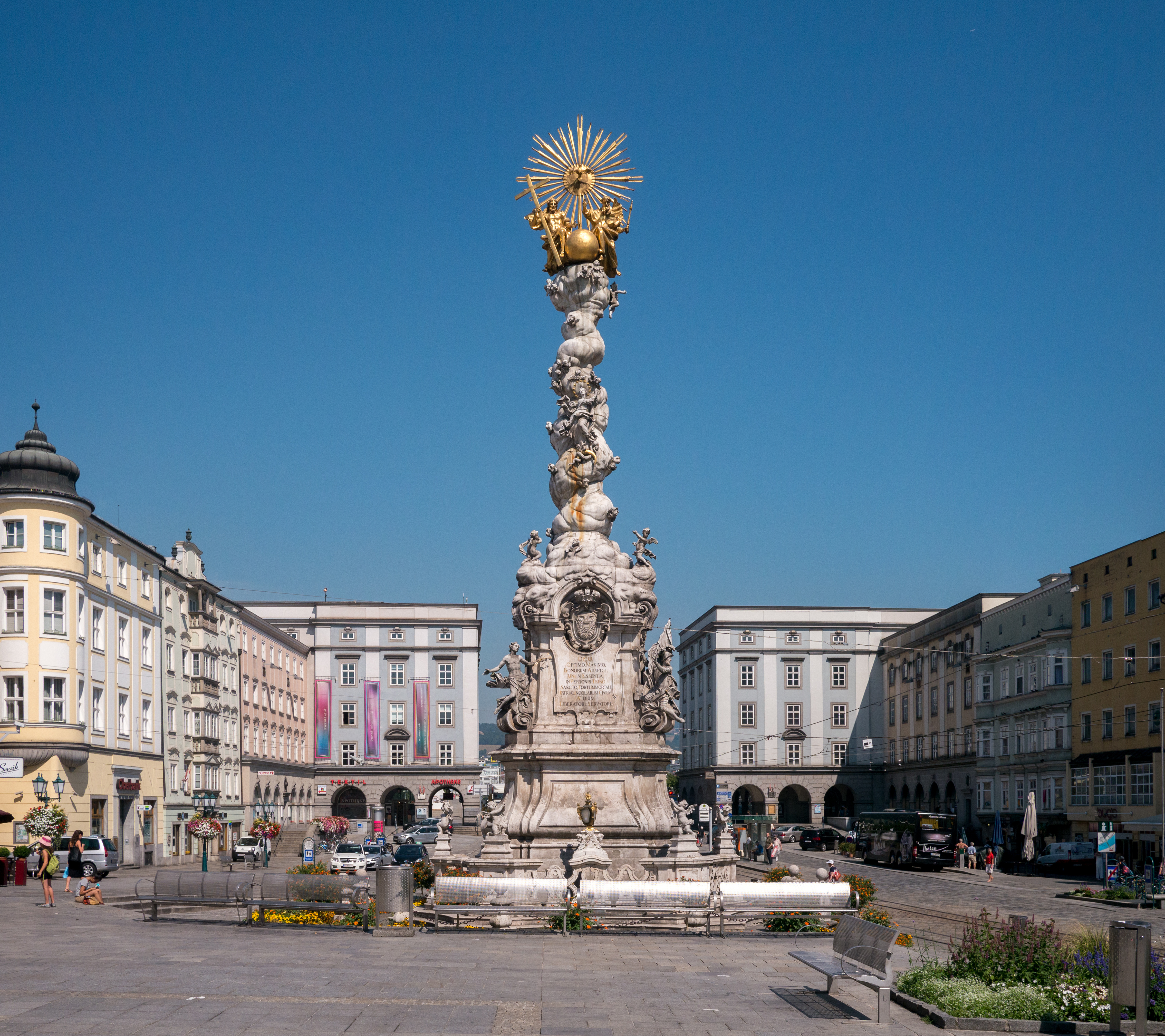
Dreifaltigkeitssäule

Die Dreifaltigkeitssäule, eine Pestsäule aus dem 18. Jahrhundert, befindet sich in der Mitte des Linzer Hauptplatzes, der zu den schönsten Saalplätzen Österreichs zählt.

## Geschichte
Die Stadt Linz hatte die letzte große Pestwelle in Mitteleuropa glimpflich überstanden. Ebenso war man 1683 in den Türkenkriegen und 1704 im Spanischen Erbfolgekrieg vor dem Einmarsch fremder Truppen und 1712 vor einem drohenden Großbrand bewahrt worden. Aus Dankbarkeit dafür stifteten der Kaiser, die oberösterreichischen Landstände und die Bevölkerung eine 55 Schuh hohe Säule, die zwischen 1717 und 1723 vom Salzburger Steinmetzmeister Sebastian Stumpfegger nach einem Entwurf von Antonio Beduzzi geschaffen wurde. Der Pranger, der bis zum Jahr 1716 auf dem Linzer Hauptplatz gestanden hatte, wurde aufgrund der bevorstehenden Errichtung der Dreifaltigkeitssäule auf den Taubenmarkt verlegt.
Obwohl die Dreifaltigkeitssäule 1723 fertig gestellt war, wurde sie erst am 17. November 1728 vom Linzer Stadtdechanten Max Gandolph Steyrer von Rothenthurn eingeweiht. Auf Veranlassung des Landeshauptmannes Christoph Wilhelm I. von Thürheim hatte es nämlich eine langjährige Untersuchung wegen der enorm hohen Kosten von 30.000 Gulden gegeben. Hintergrund war ein während der gesamten Barockzeit schwelender Streit zwischen den Jesuiten, die vom Kaiser unterstützt wurden, und den Stadtdechanten, auf deren Seite die Bürger standen.
Das große Hochwasser im Jahr 1872 drang bis zur Dreifaltigkeitssäule vor. Während des Zweiten Weltkrieges wurden ab 1943 sämtliche Schmuckelemente entfernt und in den Linzer Zentralkellern in der Kapuzinerstraße gelagert. Die Wappen wurden zum Schutz in Gips eingebettet. Der Sockel und die Säulentrommeln blieben aufgrund ihres immensen Gewichtes aber am Hauptplatz stehen. Nach Kriegsende wurde die Säule vom Steinmetz Matthäus Schlager bis Dezember 1947 wieder komplettiert.
Von Juni 2019 bis Juli 2020 wurde die Dreifaltigkeitssäule komplett renoviert.

## Beschreibung
Das barocke Wahrzeichen von Linz aus weißem Untersberger Marmor ist 20 Meter hoch. Auf den drei Seiten des Sockels der Säule repräsentieren drei Inschriftentafeln mit dem kaiserlichen Wappen, dem Oberösterreichischen Landeswappen und dem Wappen der Stadt Linz die Widmung durch den Kaiser, die Landstände und die Linzer Bevölkerung und symbolisieren somit die irdische Dreifaltigkeit. Der kaiserliche Wappenstein ist auf der sonnigen Schauseite im Süden angebracht, das Landeswappen im Nordwesten befindet sich auf der Seite des Linzer Landhauses, im Nordosten verweist das städtische Wappen auf das nahegelegene Alte Rathaus. Auf dem Sockel sind die Statuen der Pestheiligen, des hl. Sebastian und des hl. Karl Borromäus, sowie des Feuerschutzpatrons, des hl. Florian, angebracht. Karl Borromäus war zudem Namenspatron des damals herrschenden Kaisers Karl VI.
Die große Wolkensäule zieren jubilierende Engelchen, und den Säulenschaft schmückt eine Statue der hl. Maria Immaculata, die auf einer Mondsichel steht. Die bekrönende Dreifaltigkeitsgruppe ist aus vergoldetem Kupfer.

## Bilder

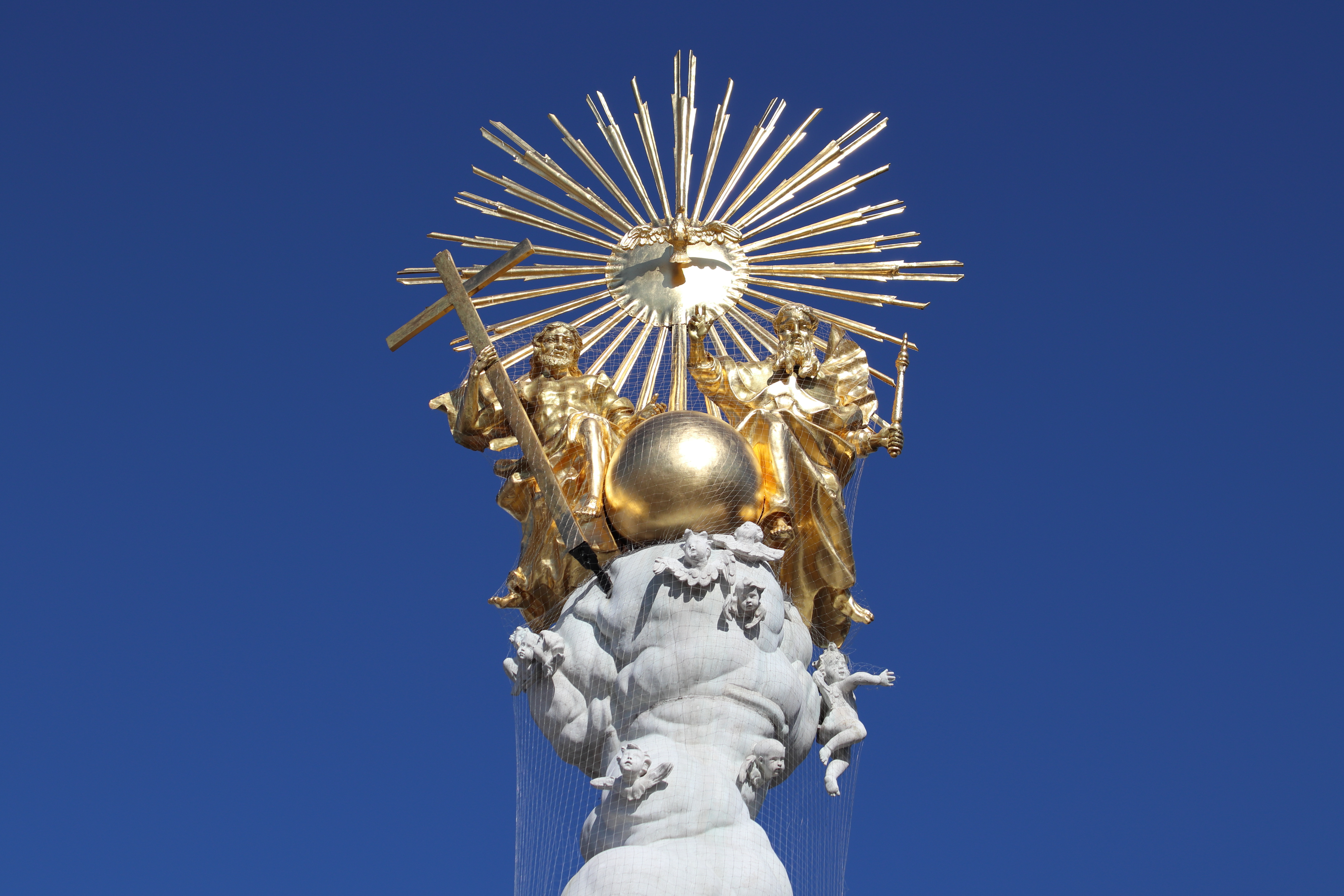
Dreifaltigkeitsgruppe (2021)
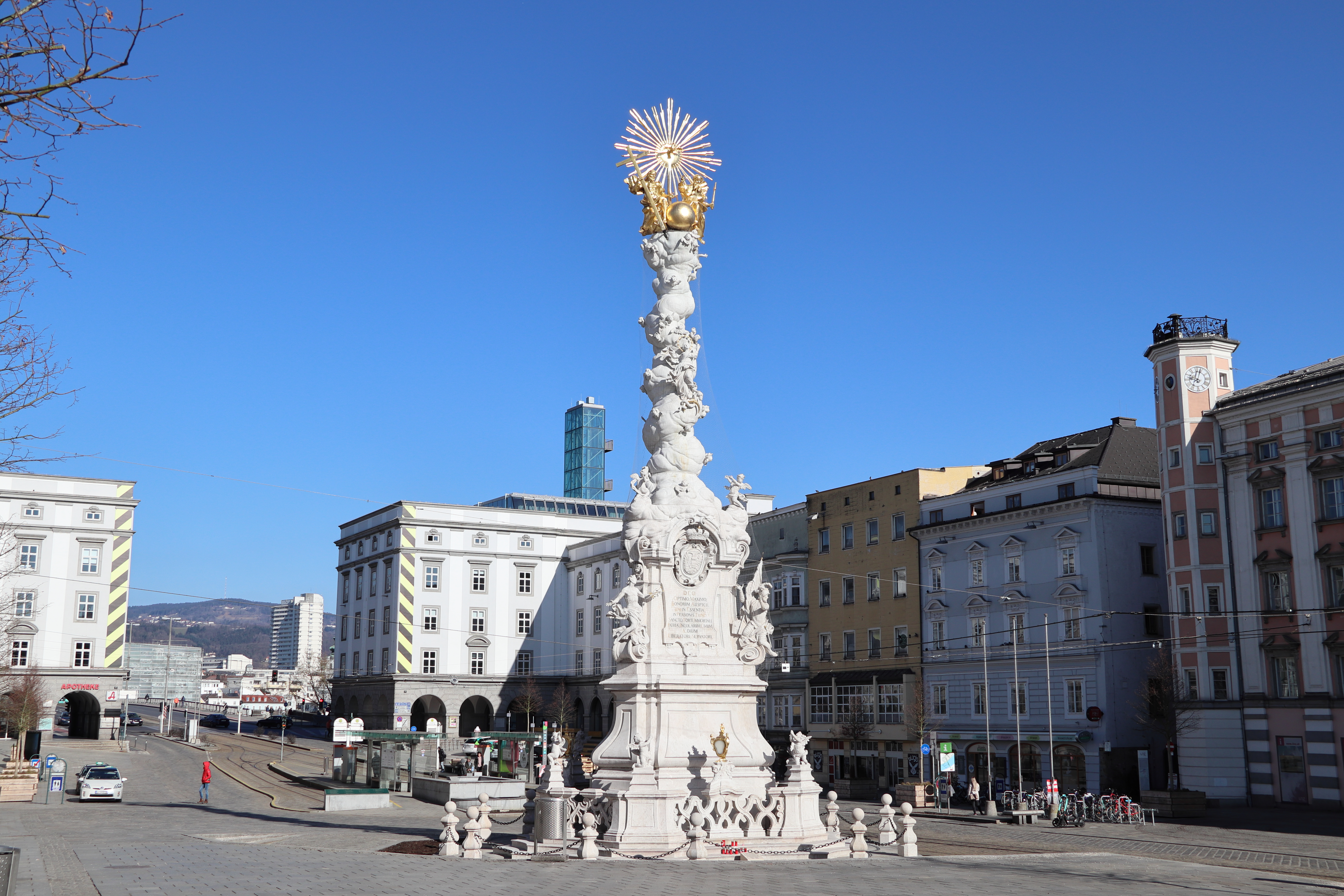
Dreifaltigkeitssäule (2021)
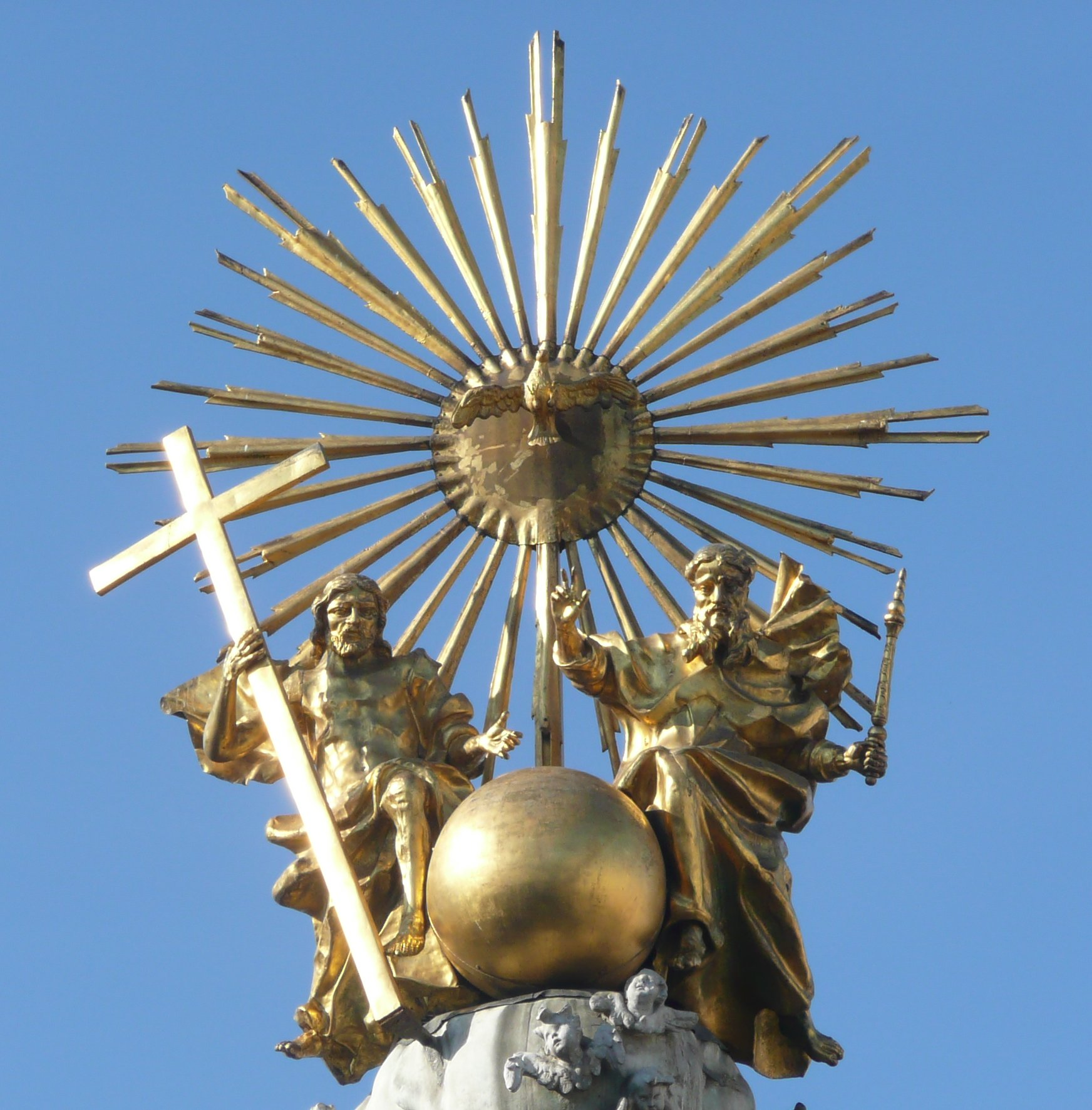
Dreifaltigkeitsgruppe
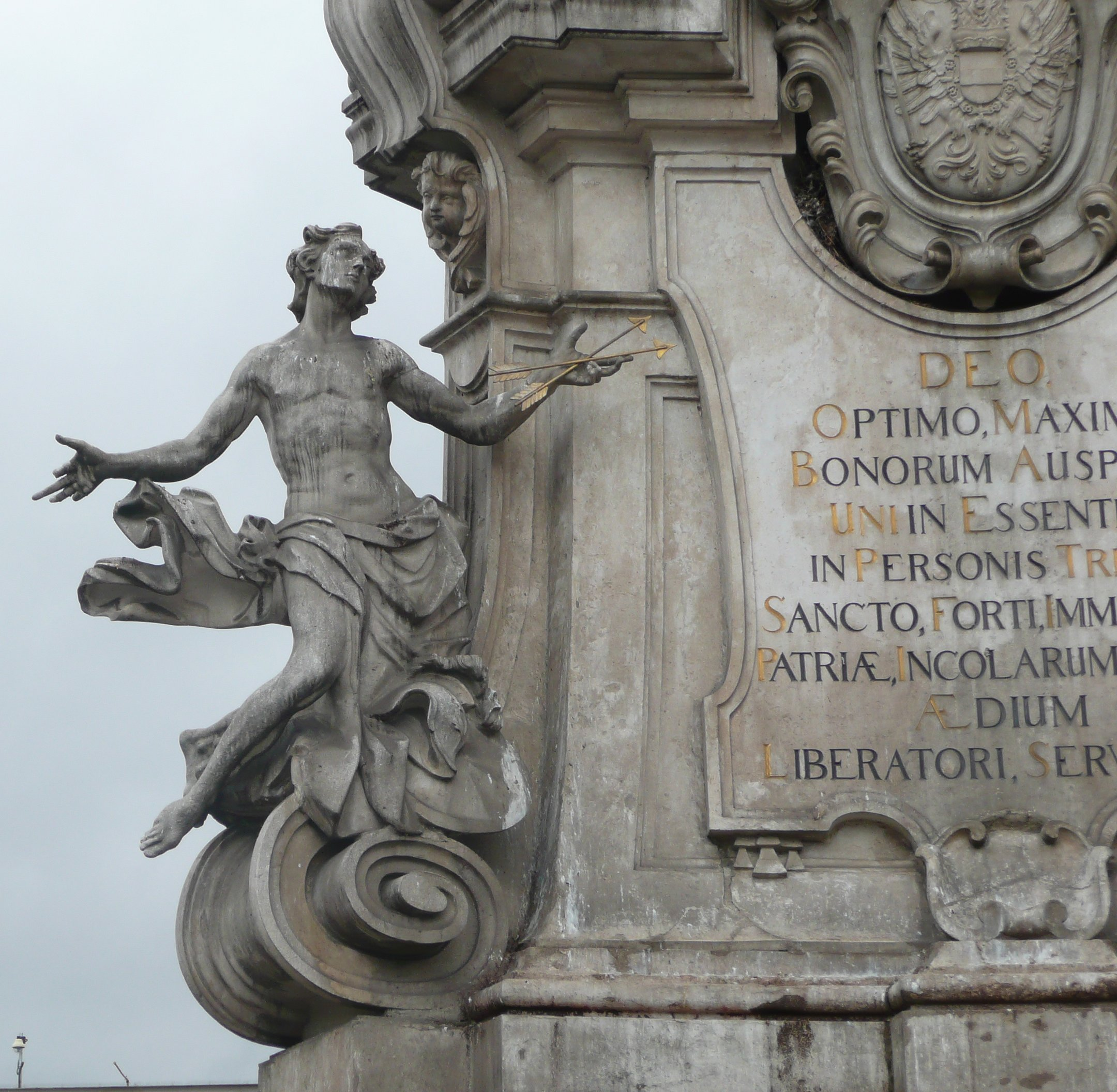
Hl. Sebastian
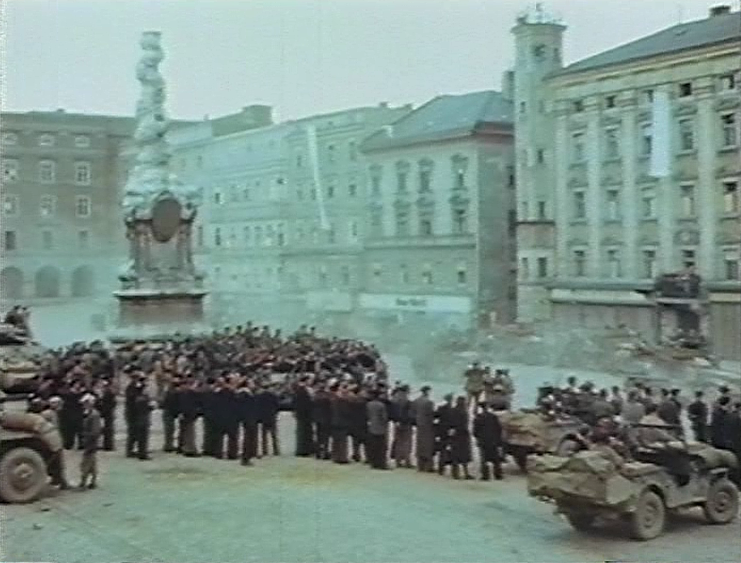
Säule am Hauptplatz mit demontiertem Schmuck (Mai 1945)